# Зорка Първанова
Зорка Петрова Парцова, по мъж Първанова, е българска историчка, съпруга на третия президент на България, Георги Първанов.

## Биография
Родена е на 4 май 1958 година в град Разлог, България в семейството на строителния инженер Петър Парцов от Якоруда. Прадядо ѝ yчаcтва в Илинденско-Преображенското въcтание като четник на Христо Чернопеев. Завършва Софийския университет „Климент Охридски“ през 1982 година със специалност „история и етнография“. В 1990 година става кандидат на историческите науки с дисертация на тема „Идеята за политическа автономия в европейска Турция 1878-1908 г.“. Работи като научен сътрудник в Института за балканистика в София.
Зорка Първанова и Георги Първанов имат двама синове.

## Награди и отличия
- Орден „Голямата огърлица“ (Ливан)
- Орден за граждански заслуги – голям кръст (Испания)
- Голям кръст на Кралския норвежки орден за заслуги (Норвегия)
- Орден „Полярна звезда“ (Швеция)